# 1943 у кіно

## Фільми
- Чекай мене
- Вийшла в широкий прокат Касабланка.

## Персоналії

### Народилися
- 2 січня — Едвард Клосинський, польський кінооператор (пом. 2008).
- 11 січня — Корнієнко Ніна Григорівна, радянська і російська акторка театру і кіно.
- 19 січня — Ларрі Кларк, американський фотограф, незалежний кінематографіст.
- 22 січня — Іванов Микола Миколайович, радянський і російський актор театру та кіно.
- 28 січня — Пашутін Олександр Сергійович, російський актор.
- 17 лютого — Недашківська Раїса Степанівна, українська акторка театру та кіно, громадська діячка.
- 26 лютого — Данте Ферретті, італійський художник кіно, артдиректор та художник по костюмах.
- 27 лютого — Джонатан Розенбаум, американський кінокритик.
- 28 березня — Кончата Феррелл, американська акторка театру, кіно та телебачення.
- 2 квітня — Ренато Карпентьєрі, італійський актор.
- 22 травня — Симоненко Іван Олександрович, радянський і український актор та кінорежисер.
- 11 червня — Відов Олег Борисович, радянський, російський і американський кіноактор і кінорежисер.
- 13 червня — Малкольм Макдавелл, англійський актор.
- 17 червня — Петро Васильович Меркур'єв, радянський і російський кіноактор.
- 22 червня — Клаус Марія Брандауер, австрійський актор театру і кіно.
- 20 липня — Кондратова Світлана Василівна, радянська, українська акторка.
- 25 липня — Джанет Марґолін, американська акторка театру та телебачення.
- 28 липня — Вертинська Маріанна Олександрівна, радянська і російська акторка театру і кіно.
- 17 серпня — Роберт де Ніро, американський кіноактор, режисер, продюсер.
- 9 вересня — Елен Венсан, французька акторка.
- 12 вересня — Коркошко Світлана Іванівна, акторка.
- 28 вересня — Джей Ті Волш, американський актор.
- 5 жовтня — Інна Михайлівна Чурикова, радянська і російська акторка театру і кіно.
- 31 жовтня — П'єр-Вільям Гленн, французький кіноператор, режисер.
- 14 листопада — Хлевінський Валерій Михайлович, радянський і російський актор театру і кіно, театральний педагог.
- 15 листопада — Мондрус Лариса Ізраїлівна, співачка і акторка, зірка естради і телебачення СРСР.
- 21 листопада — Голубович Михайло Васильович, український актор театру та кіно.
- 21 грудня — Джек Ненс, американський актор.
- 25 грудня — Ганна Шигулла, німецька акторка і співачка.

### Померли
- 4 січня — Кейт Прайс, ірландська та американська акторка.
- 5 лютого — В. С. Ван Дайк, американський кінорежисер і письменник.
- 15 лютого — Чарльз Беннетт, американський актор.
- 3 квітня — Конрад Фейдт, німецький актор театру і кіно (нар. 1893).
- 8 квітня — Гаррі Бор, французький театральний і кіноактор.
- 17 травня — Монтегю Лав, британський актор театру, кіно і водевілів.
- 1 червня — Леслі Говард, британський актор кіно та театру, продюсер та режисер.
- 10 грудня — Чарльз Белчер, американський кіноактор.